# Ava de Cerdanya

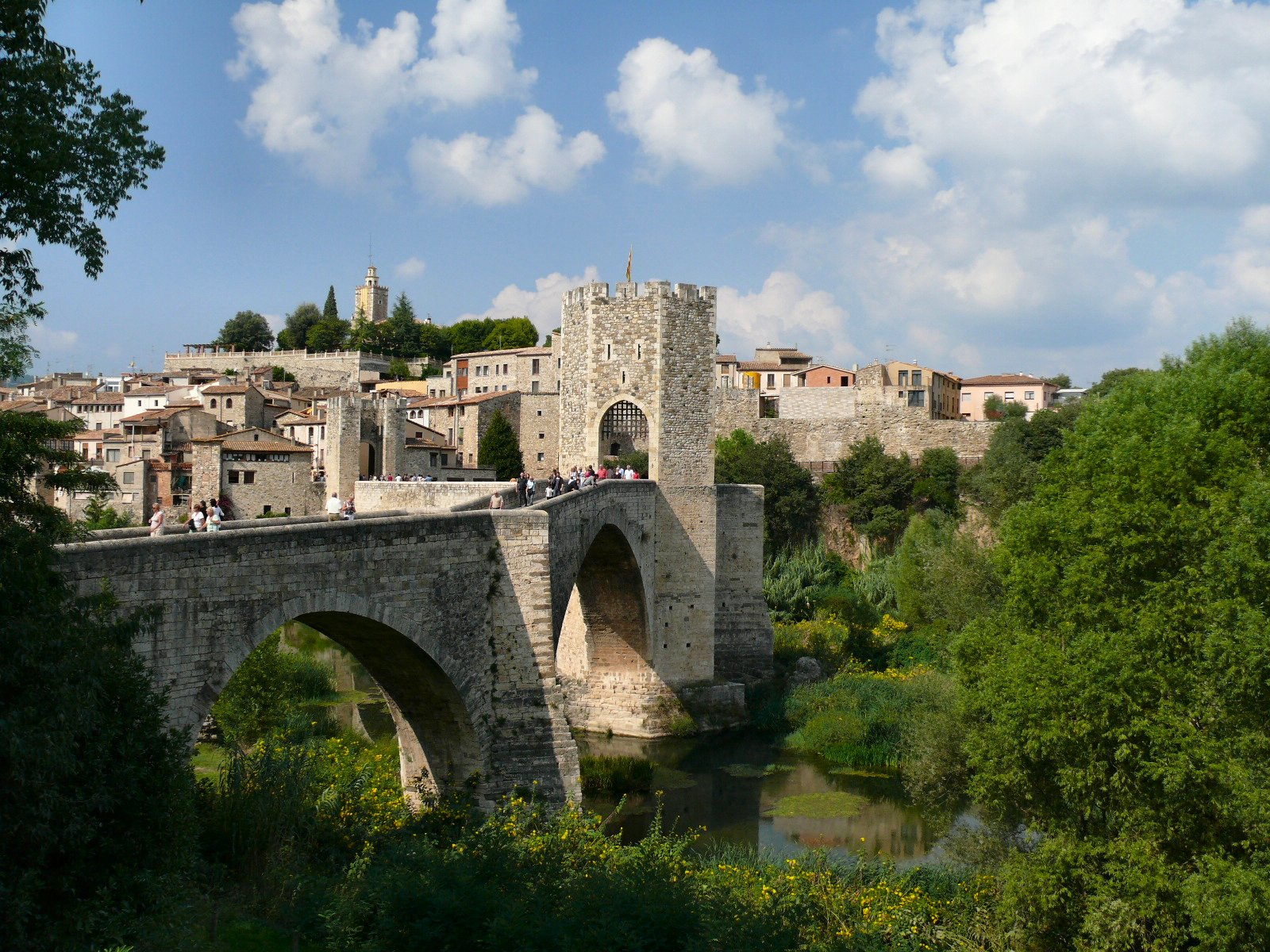
Pont de Besalú a la vila d'on era comtessa, Ava

Ava de Cerdanya (segle ix - 962) fou comtessa de Cerdanya i de Besalú pel seu matrimoni amb Miró II de Cerdanya i Besalú, amb qui tingué quatre fills, tots ells comtes, i quatre filles.

## Origen familiar
Hi ha diferents hipòtesis sobre l'origen familiar d'Ava de Cerdanya: La hipòtesi més fonamentada és que Ava fou filla del levita Fidel, un magnat de l'aristocràcia local amb possessions al narbonès. Aquesta filiació es basa en l'acta de fundació de Sant Pere de Besalú feta pel seu fill Miró Bonfill, bisbe de Girona (Et in parrochia Sanctae Caeciliae de Sademes dono omnem ipsum honorem quem avus meus Fidelis levita dedit mihi, sicut resonet in scripturis quas mihi fecit.). Altres autors han apuntat que Ava era probablement filla de Bernat Unifred, comte de Ribagorça.

## Matrimoni
Cap a l'any 900 es va casar amb el comte Miró II de Cerdanya i I de Besalú, amb qui tingué quatre filles i quatre fills. Les filles foren Quíxol, muller d'Ajalbert, Goltregoda, muller de Llop de Pallars, Guilinda i Sesenanda. Els fills van ser Sunifred II de Cerdanya (~ 915- Cuixà 968), comte de Cerdanya i comte de Besalú; Guifré II de Besalú (?- Besalú 957), comte de Besalú; Oliba Cabreta (~ 920-990), comte de Cerdanya, Besalú, i Miró III de Cerdanya (?-Girona 984), comte de Cerdanya, Besalú, i bisbe de Girona, els quals van succeir el seu pare al capdavant dels comtats. El seu marit, però, tingué una filla més, nascuda de la seva llarga relació amb la seva cosina germana Virgília, filla del comte Dela d'Empúries.  

## Regent
Miró II va morir l'any 927 i en el seu testament va nomenar explícitament la comtessa Ava tutora dels fills (“in potestate de filiis meis legitimis”), donat que els seus fills eren encara menors d'edat, i usufructuaria vitalícia de tots els béns que els deixà. Implícitament va ser designada regent dels comtats. Aquesta situació no era rara al segle ix. Les dones com a mullers, i particularment com a vídues, esdevenien caps d'aquestes famílies, que exercien el poder i els drets sobre els comtats i els «honores» d'aquestes regions. Així, algunes dones començaren a exercir l'autoritat conjuntament amb els seus marits i fils. La comtessa Ermessenda de Carcassona o la comtessa Guinidilda d'Empúries, muller del comte Guifré el Pilós, que surten en documents contemporanis d'una manera igual que llurs marits, en són alguns exemples. Durant el seu govern, va haver de fer front a diverses revoltes aristocràtiques, amb les quals la noblesa local pretenia aconseguir el domini dels comtats de Cerdanya i Besalú, aprofitant la suposada feblesa del govern de la comtessa. L'any 957, en el transcurs d'una d'aquestes rebel·lions, morí assassinat el seu fill Guifré, comte de Cerdanya.
La seva actuació deixà constància en moltes donacions fetes a diversos centres eclesiàstics: Cuixà (941, 953, 962), Ripoll, Elna (962) i Camprodon (944) realitzades conjuntament amb els seus fills. Ava anà associant els seus fills al govern a mesura que anaven arribant a l'edat corresponent per fer-se càrrec dels comtats, de manera que cap a l'any 941 es dona per acabada aquesta transmissió progressiva del poder. Tanmateix, la comtessa continuà apareixent en la documentació al costat dels seus fills. Ava, però, no deixà mai de tenir el dret de vigilància sobre el patrimoni del seu marit, ja fos per la dècima marital, ja fos per l'usdefruit que li atorgà el seu marit en el seu testament amb la condició que es mantingués vídua, com va fer. Ava va ser enterrada a Santa Maria de Ripoll, i fou la primera comtessa soterrada en aquesta seu monàstica.